# Вила Капанема
«Ви́ла Капане́ма» (порт. Vila Capanema), официальное название стадиона Дуривал Бриту-и-Силва (порт. Estádio Durival Britto e Silva) — футбольный стадион в Куритибе, домашняя арена футбольного клуба «Парана». Стадион вмещает 20 тыс. зрителей, размеры поля — 110 метра в длину и 70 метров в ширину. Являлся одной из арен чемпионата мира по футболу 1950 года. Назван в честь управляющего бразильской железнодорожной компании RFFSA — «Дуривал-ди-Бриту», второе название «Вила Капанема», произошло от старого названия части города в которой находится стадион.

## История
Стадион строился клубом «Атлетико Ферровиарио», который после основания в 1930 году местными железнодорожниками, постепенно набирая популярность, нуждался в крупном стадионе. Открытие стадиона состоялось 23 января 1947 года, на тот момент арена являлась третьей по вместимости в Бразилии. В преддверии чемпионата мира 1950 года, единогласным решение федерации футбола Бразилии, стадион он был выбран одной из арен первенства. Во время чемпионата на нём прошли две игры между сборными Испании и США (3:1), а также сборными Парагвая и Швеции (2:2). По окончании мирового первенства до 1971 года стадион оставался домашним для клуба «Атлетико Ферровиарио». В 1971 году клуб объединился с двумя другими клубами города, новая команда получила название «Колорадо Спорте» и играла на стадионе до следующего объединения клубов которое случилось в 1989 году, с этого момента «Дуривал-ди-Бриту» стал домашней ареной нового клуба «Парана». В 2005 году стадион подвергся серьезной реконструкции и на 2014 год вмещает — 20 083 зрителей. В 2007 году на арене впервые прошли матча Кубка Либертадорес, в который отобрался клуб «Парана».